# Meteh
Meteh este un sat din comuna Plav, Muntenegru. Conform datelor de la recensământul din 2003, localitatea are 452 de locuitori (la recensământul din 1991 erau 720 de locuitori).

## Demografie
În satul Meteh locuiesc 313 persoane adulte, iar vârsta medie a populației este de 33,9 de ani (32,2 la bărbați și 35,9 la femei). În localitate sunt 114 gospodării, iar numărul mediu de membri în gospodărie este de 3,96.
Această localitate este populată majoritar de bosniaci (conform recensământului din 2003).
|  |

| Demografie | Demografie | Demografie |
| An         | Locuitori  | Locuitori  |
| ---------- | ---------- | ---------- |
|            |            |            |
|            |            |            |
|            |            |            |
|            |            |            |
| 1948       | 867        |            |
| 1953       | 951        |            |
| 1961       | 974        |            |
| 1971       | 1030       |            |
| 1981       | 963        |            |
| 1991       | 720        | 672        |
| 2003       | 586        | 452        |

| \| Componența etnică conform recensământului din 2003[2] \| Componența etnică conform recensământului din 2003[2] \| Componența etnică conform recensământului din 2003[2] \| Componența etnică conform recensământului din 2003[2] \| Componența etnică conform recensământului din 2003[2] \| \| ----------------------------------------------------- \| ----------------------------------------------------- \| ----------------------------------------------------- \| ----------------------------------------------------- \| ----------------------------------------------------- \| \| \| \| \| \| \| \| Bosniaci \| Bosniaci \| \| 390 \| 86,28% \| \| Musulmani \| Musulmani \| \| 27 \| 5,97% \| \| Sârbi \| Sârbi \| \| 20 \| 4,42% \| \| Muntenegreni \| Muntenegreni \| \| 7 \| 1,54% \| \| Albanezi \| Albanezi \| \| 6 \| 1,32% \| \| necunoscută \| necunoscută \| \| 0 \| 0% \| |              |  |     |        |
| Componența etnică conform recensământului din 2003 |              |  |     |        |
| |              |  |     |        |
| Bosniaci | Bosniaci     |  | 390 | 86,28% |
| Musulmani | Musulmani    |  | 27  | 5,97%  |
| Sârbi | Sârbi        |  | 20  | 4,42%  |
| Muntenegreni | Muntenegreni |  | 7   | 1,54%  |
| Albanezi | Albanezi     |  | 6   | 1,32%  |
| necunoscută | necunoscută  |  | 0   | 0%     |